# Krokodilzahnfische
Die Krokodilzahnfische (Champsodon; griechisch champsai = Krokodil, odous = Zahn) sind eine Gattung kleiner Meeresfische. Sie kommen im tropischen und subtropischen Indopazifik in Tiefen von bis 0–1120 Metern vor.

## Merkmale
Krokodilzahnfische werden 7,5 bis 14 Zentimeter lang. Ihre Bauchflossen sind fahnenartig verlängert und befinden sich vor den kleinen Brustflossen. Die erste, von Flossenstacheln gestützte Rückenflosse ist kurz und hoch, die zweite, weichstrahlige ist lang. Sie werden von insgesamt fünf Hart- und 17 bis 20 Weichstrahlen gestützt. Die Afterflosse hat keinen Flossenstachel und 17 bis 20 Weichstrahlen.

## Systematik
Sowohl nach Near und Mitarbeitern als auch nach Betancur-R. und Kollegen könnten die Krokodilzahnfische die Schwestergruppe einer aus den Sandhöhlenfischen (Creediidae) und den Hemerocoetidae gebildeten Klade sein.

## Stammesgeschichte
Der ausgestorbene Verwandte Eochampsodon ist aus dem Eozän des nördlichen Kaukasus bekannt.

## Arten
Es gibt 13 Arten:
- Champsodon atridorsalis Ochiai & Nakamura in Matsubara, Ochiai, Amaoka & Nakamura, 1964
- Champsodon capensis Regan, 1908
- Champsodon fimbriatus Gilbert, 1905
- Champsodon guentheri Regan, 1908
- Champsodon longipinnis Matsubara & Amaoka in Matsubara, Ochiai, Amaoka & Nakamura, 1964
- Champsodon machaeratus Nemeth, 1994
- Champsodon nudivittis (Ogilby, 1895)
- Champsodon omanensis Regan, 1908
- Champsodon pantolepis Nemeth, 1994
- Champsodon sagittus Nemeth, 1994
- Champsodon sechellensis Regan, 1908
- Champsodon snyderi Franz, 1910
- Champsodon vorax Günther, 1867